# Denis Thybaud
Denis Thybaud est un réalisateur français. Au cours de sa carrière, il reste plus particulièrement reconnu pour son travail chez Canal+ ainsi que pour ses clips.

## Biographie
Denis Thybaud commence sa carrière dans le documentaire en devenant journaliste reporter d'images pour l'agence CAPA. Il collabore notamment au magazine 24 heures diffusé sur Canal+. Puis il commence à travailler pour Canal+ en réalisant des films de mode pour Mademoiselle Agnès. Il réalise aussi des sketches pour José Garcia et Antoine de Caunes. Il rencontre Jamel Debbouze avec lequel il va mettre au point Le Cinéma de Jamel. Sur ce programme court, il fait la connaissance d'Omar Sy et de Fred Testot.
Quand Jamel quitte Canal+, Denis Thybaud met au point Le Visiophon TM avec Omar et Fred. Puis deux ans plus tard, Omar et Fred ont une nouvelle idée pour Canal+ : une sorte de « hot line » où tout le monde peut appeler à propos du monde de la télévision. Denis Thybaud met une nouvelle fois en image cette idée en s'inspirant du code visuel de Darty et de son fameux service après vente. Il s'agit du Service après-vente des émissions.
Il fait la connaissance de Bob Sinclar en 1994 avec qui il deviendra ami et pour qui il réalisera plusieurs clips, comme I Feel For You, Love Generation avec un tournage dans plusieurs états des États-Unis qui dure quinze jours, The Beat Goes On, Kiss My Eyes, ou encore Groupie. Denis Thybaud réalise son tout premier court métrage au milieu des années 1990, Just Do It, avec une musique de ce même Bob Sinclar. Par la suite, il réalise le court-métrage Granturismo avec Jamel Debbouze, Gérard Darmon, Zoé Félix et Bob Sinclar, en 2000, diffusé sur Canal+.
Denis Thybaud réalise le pilote de Scènes de ménages sur M6 puis Nos chers voisins sur TF1 et Pep's sur TF1. En 2004, puis en 2011, il réalise deux longs-métrages Dans tes rêves avec Disiz La Peste, Béatrice Dalle, Léa Drucker, Vincent Elbaz et Édouard Montoute ; Les Mythos avec Alban Ivanov et William Lebghil.
Il a réalisé les séries Demain nous appartient (2017), La Stagiaire (2018), Joséphine, ange gardien (2018) et Tandem (2019).
Denis Thybaud a également réalisé des publicités et une cinquantaine de clips pour des artistes comme Louise Vertigo, Kid Loco pour le titre She's My Lover et dont le clip sera diffusé sur MTV, forme de reconnaissance pour l'époque, Jenifer, David Guetta, Zazie, Sinclairou encore Zebda. 
Il a participé au lancement de la saga de l'été de TF1 Demain nous appartient en réalisant les premiers épisodes. Il vit avec la violoniste et chanteuse Karen Brunon avec laquelle il a deux enfants.[réf. nécessaire]

## Filmographie
- 1997 : Just Do It (court métrage)
- 2000 : Granturismo (court métrage)
- 2004 : Sous le soleil (série télévisée, 2 épisodes)
- 2005 : Dans tes rêves
- 2011 : Les Mythos
- 2012 : Zak, (série télévisée, saison 3, 4 épisodes)[5]
- 2013 : Pep's (série télévisée)
- 2016 : Joséphine, ange gardien (série télévisée, épisode Enfants, mode d'emploi)
- 2017 : Demain nous appartient (série télévisée, 3 épisodes)
- 2019-2021 : Tropiques criminels (série télévisée)
- 2024 : Commandant Saint-Barth